# Lierneux
Lierneux är en kommun i Belgien.   Den ligger i provinsen Liège och regionen Vallonien, i den sydöstra delen av landet, 120 km sydost om huvudstaden Bryssel. Antalet invånare är 3 465.
Omgivningarna runt Lierneux är en mosaik av jordbruksmark och naturlig växtlighet. Runt Lierneux är det ganska glesbefolkat, med 35 invånare per kvadratkilometer.